# Lörrach
Lörrach är en stad i Landkreis Lörrach i regionen Schwarzwald-Baar-Heuberg i Regierungsbezirk Freiburg i förbundslandet Baden-Württemberg i Tyskland.  Folkmängden uppgår till cirka 51 000 invånare. Staden ligger i Trelandsgränsen av Tyskland, Frankrike och Schweiz. Lörrach är centralort och samtidig största stad inom Lörrachs distrikt (tyska: Landkreis). I närheten ligger bergsområdet Schwarzwald (svarta skogen), och städerna Weil am Rhein och Basel.
Staden ingår i kommunalförbundet Lörrach tillsammans med kommunen Inzlingen.

## Geografi
Lörrach ligger mitt i dalen Wiesental, vid kanten av den södra Schwarzwald och vid gränsen mot Schweiz. Genom dalen flyter älven Wiese (svenska: äng), som i Basel flyter in i den stora floden Rhen.

## Kända personer
- Sebastian Deisler, fotbollsspelare
- Ottmar Hitzfeld, fotbollsspelare och fotbollstränare